# Governador Edison Lobão
Governador Edison Lobão est une municipalité brésilienne située dans l'État du Maranhão.